# Кривий Тарас Іванович
Кривий Тарас Іванович (нар. 24 грудня 1995) — український футболіст, півзахисник «Ниви» (Т).

## Клубна кар'єра
Виступав за ДЮСШ Тернопіль, ФК «Тернопіль-2».
Нині — півзахисник ФК «Тернопіль».